# Josif Samuilovič Šklovskij
Josif Samuilovič Šklovskij (rusky Иосиф Самуилович Шкловский; 18. červnajul./ 1. července 1916greg. – 3. března 1985) byl sovětský astronom a astrofyzik. Je znám díky své práci v teoretické astrofyzice a jiných tématech, jakož i jako autor knihy z roku 1962 o mimozemském životě, jejíž revidovanou a rozšířenou verzi pomohl napsat americký astronom Carl Sagan v roce 1966 jako Intelligent Life in the Universe.
V roce 1960 obdržel Leninovu cenu a v roce 1972 Medaili Catheriny Bruceové. Asteroid 2849 Šklovskij a kráter Šklovskij (na Marsově měsíci Phobosu) jsou pojmenovány na jeho počest. Od roku 1966 byl korespondenčním členem Sovětské akademie věd.

## Mládí
Šklovskij se narodil v Hluchivě, městě v ukrajinské části ruské říše, do chudé ukrajinské židovské rodiny. Po absolvování sedmileté střední školy pracoval jako předák na stavbě Bajkalsko-Amurské magistrály. V roce 1933 začal studovat Fyzikálně-matematickou fakultu Moskevské státní univerzity.
Studoval až do roku 1938, kdy začal vyučovat postgraduální kurz v oddělení astrofyziky na Šternbergově astronomickém institutu, kde zůstal pracovat až do konce života. Zemřel v Moskvě ve věku 68 let.

## Výzkum

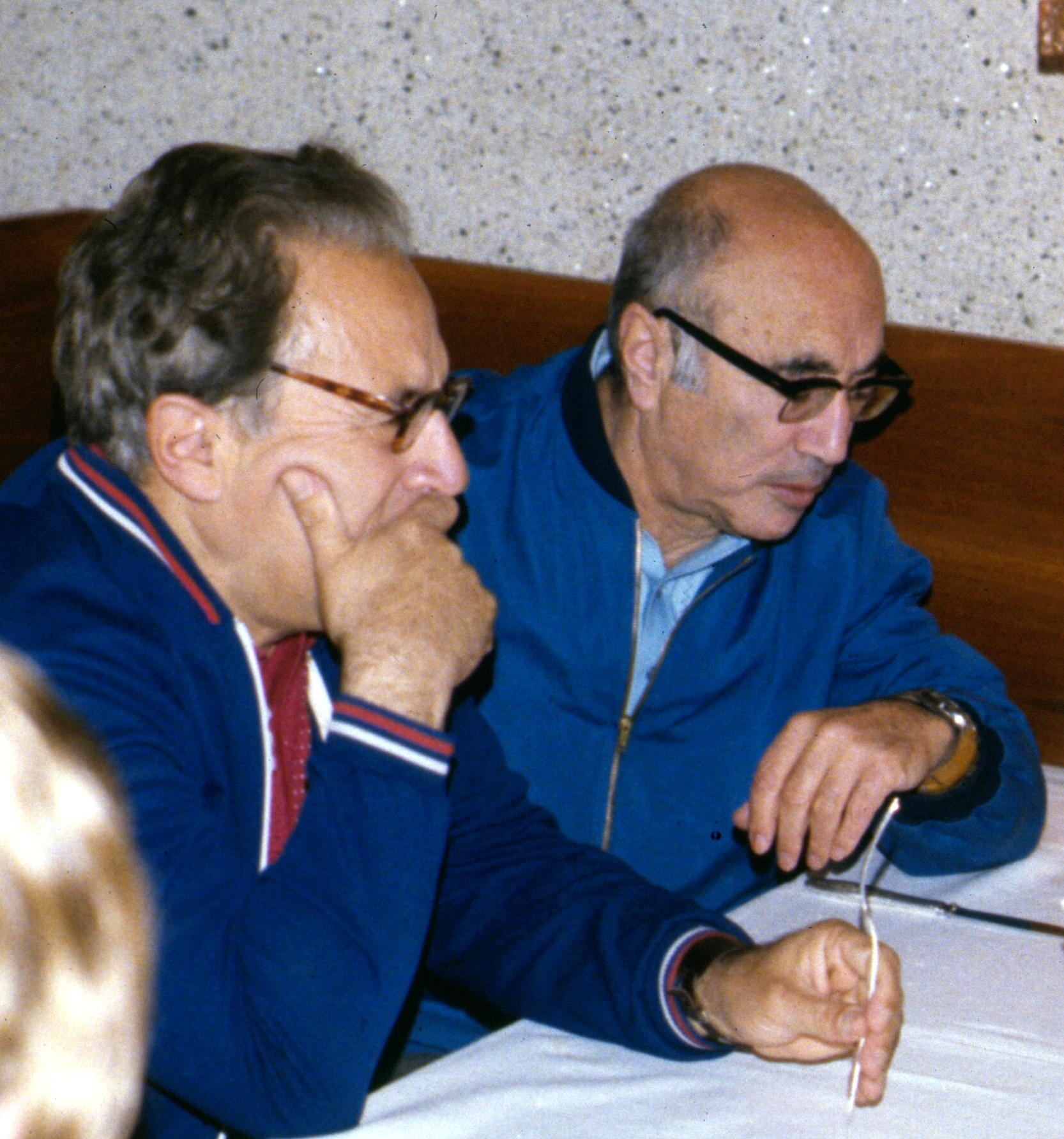
Šklovskij (vlevo) a Jakov B. Zeldovič v roce 1977

Specializoval se na teoretickou astrofyziku a radiovou astronomii, dále na studium slunečních korón, supernov, kosmického záření a jejich původu. V roce 1946 ukázal, že rádiové záření přicházející k nám ze Slunce pochází od ionizované vrstvy jeho koróny. Vyvinul matematické metody pro rozlišení mezi tepelnými a netepelnými rádiovými vlnami v Mléčné dráze. Dále je známý pro svůj návrh, že záření z Krabí mlhoviny je synchrotronovým zářením, ve kterém neobvykle energické elektrony zatáčejí prostřednictvím magnetického pole při rychlosti blízké rychlosti světla. Šklovskij navrhl, že kosmické záření z výbuchu supernovy do vzdálenosti 300 světelných let od Slunce by mohlo být zodpovědné za některá hromadná vymírání života na Zemi.
V roce 1959 zkoumal orbitální pohyby Marsova vnitřního satelitu Phobosu. Došel k závěru, že jeho oběžná dráha je ve stádiu rozpadu, a poznamenal, že pokud tento by byl tento rozpad přičítán tření o atmosféru Marsu, pak by satelit musel mít výjimečně nízkou hustotou. V této souvislosti vyslovil návrh, že by Phobos mohl být dutý, a pravděpodobně umělého původu. Tento výklad byl později vyvrácen podrobnějším studiem, ale zjevný náznak mimozemského vlivu podnítil představivost veřejnosti, i když je nejasné, jak vážně Šklovskij toto tvrzení myslel. Nicméně Šklovskij a Sagan argumentovali pro vážné úvahy o "paleokontaktu" s mimozemšťany na počátku historické éry a pro zkoumání mýtů a náboženských tradic na důkaz takového kontaktu.
Jeho kniha z roku 1962 Вселенная, жизнь, разум (Vesmír, život, inteligence), byla rozšířena a znovu vydána v roce 1966 americkým astronomem Carlem Saganem, který je podepsán jako spoluautor, pod názvem Intelligent Life in the Universe (1966). Šlo o první komplexní diskusi o této oblasti. Diskutovali biologické stejně jako astronomické otázky předmětu, její unikátní formát, střídající se odstavce napsali Šklovskij i Sagan, čímž prokázali hluboké vzájemné porozumění a mohli tak vyjádřit své názory bez kompromisů.
V roce 1967, ještě před objevem pulsarů zkoumal Šklovskij v rentgenovém a optické záření objekt Scorpius X-1 a správně dospěl k závěru, že záření přichází z akreující neutronové hvězdy.

## Citace
V září 1965, učinil následující prohlášení, pokud jde o vyhlídky lidstva do budoucnosti:
Hluboké problémy číhají na rozvíjející se civilizaci, přičemž se každý z nich může ukázat jako fatální. Jsme již seznámeni s několika kritickými (situacemi):
(a) Sebezničení jako výsledek termonukleární katastrofy nebo nějakého dalšího objevu, který může mít nepředvídatelné a nekontrolovatelné následky.
(b) Genetické nebezpečí.
(c) Nadprodukce informací.
(d) Omezená kapacita jednotlivých mozků, která může vést k nadměrnému zaměření, s následným nebezpečím degenerace.
(e) Urychlení krize vytvořením umělých inteligentních bytostí.

## Osobní život
Jeho monografie, Five Billion Vodka Bottles to the Moon: Tales of a Soviet Scientist, byla publikována po jeho smrti v roce 1991 nakladatelstvím W. W. Norton & Co.
V této své knize Šklovskij připomíná svou návštěvu Philipa Morrisona, který v roce 1959 se svým kolegou Giuseppe Cocconim z Cornellovy univerzity sepsal článek do časopisu Nature, který ohlašuje začátek moderního pátrání po mimozemském životě, a jejich diskusi o těchto otázkách.
Byl známý pro jeho ostrý vtip a extrémní sympatie. Kolegové v oddělení astronomie na Kalifornské univerzitě v Berkeley vzpomínají jeho návštěvu v roce 1970. Jako autor knihy Intelligent Life in the Universe byl tázán postgraduálním studentem, zda jsou pozorování UFO v Sovětském svazu stejně běžná jako ve Spojených státech. "Ne," odpověděl. "V této oblasti jsou Američané daleko vyspělejší než my."